# Gérard Ier (abbé de Clairvaux)
Ne doit pas être confondue avec Gérard de Clairvaux, frère de Bernard de Clairvaux et également moine à l'abbaye de Clairvaux
Gérard de Clairvaux (latin : Gerardus de Clara Vallis) était un religieux de la fin du XIIe siècle qui fut le sixième abbé de Clairvaux de 1170 jusqu'à sa mort en 1177, assassiné par un moine renégat.

## Biographie
Gérard est originaire de Lombardie et entre encore jeune homme dans l'abbaye bénédictine de Fossanova, au sud de Rome. Il en devient le premier abbé après que ce monastère rejoint le nouvel ordre cistercien pendant environ cinq ans, puis de nouveau à partir de 1158.
En 1170, il est choisi comme abbé de Clairvaux, lorsque son prédécesseur Pons de Polignac devient évêque de Clermont.
En 1177, lors d'une visite à l'abbaye d'Igny, une fille de Clairvaux, il est assassiné par un coup de couteau par un moine prénommé Hugues, très probablement issu de la famille de Bazoches, qu'il avait préalablement menacé de sanction disciplinaire.

## Vénération
La source la plus importante pour la vie et la mort de Gérard est l'Exordium magnum Ordinis Cisterciensis de Konrad d'Eberbach, écrit quelques décennies après les événements de Clairvaux. Il y dépeint Gérard comme un martyr, racontant que Pierre le Borgne (latin : Petrus Monoculus), alors l'abbé d'Igny au moment du meurtre et futur abbé de Clairvaux à partir de 1179, lors de la veillée funèbre eut une vision de lui en compagnie de Saint Bernard dans une lumière céleste.
Sa vénération liturgique dans l'Ordre cistercien a été autorisée pour la première fois par le pape Clément XI en 1702. Son jour de fête est le 8 mars.

## Sources
- (en) Cet article est partiellement ou en totalité issu de l’article de Wikipédia en anglais intitulé « Blessed Gerard of Clairvaux » (voir la liste des auteurs).